# شهرستان سووتسکی (استان کورسک)
شهرستان سووتسکی (به لاتین: Sovetsky District) یک شهرستان در روسیه است که در استان کورسک واقع شده‌است.